# Armand Joseph Bayard
Armand Joseph Bayard De La Vingtrie (Parigi, 27 giugno 1805 – Parigi, 28 aprile 1875) è stato un ingegnere francese.

## Biografia

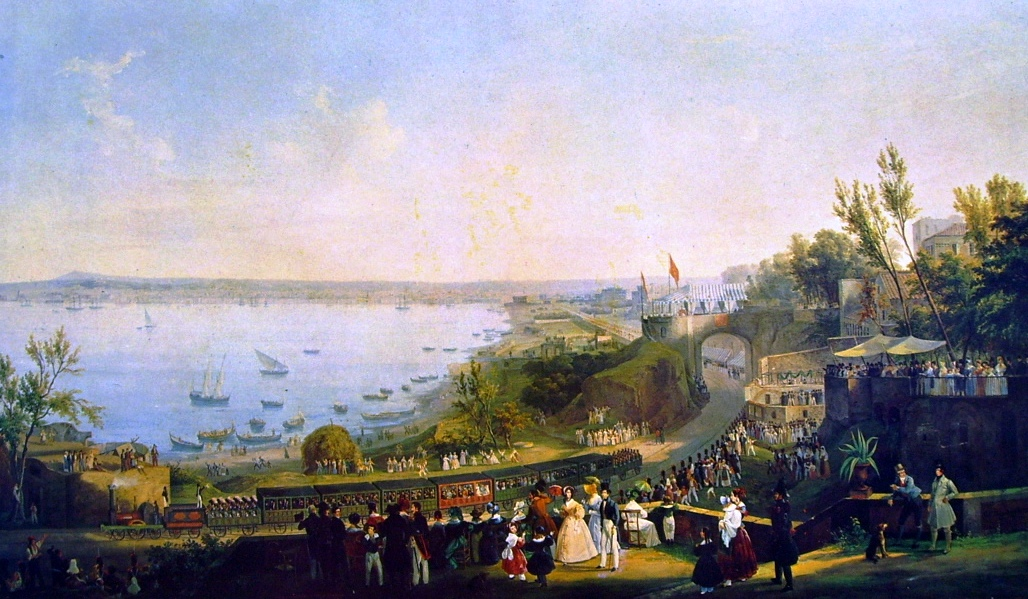
L'inaugurazione della Ferrovia Napoli-Portici, di Salvatore Fergola

Suo padre, Ferdinand Marie Bayard De La Vingtrie aveva lavorato a Napoli come direttore di immobili.
Studiò ingegneria presso l'Ecole Nationale des Ponts et Chaussees insieme ai fratelli Ferdinand Jean e Charles. Nei primi anni della sua attività gestiva con i fratelli una piccola impresa a Parigi dove si occupava di progettazione di ponti e di strade. Spinto dalle correnti della rivoluzione industriale che in quegli anni portarono allo sviluppo delle prime ferrovie in Inghilterra, intraprese con i suoi fratelli un progetto di realizzazione e gestione di una ferrovia a Napoli.
La sua opera divenne famosa per essere stata la prima ferrovia nel territorio italiano collegando la capitale del Regno delle Due Sicilie con Nocera e Castellammare.
Bayard giunse a Napoli il 1 gennaio 1836, un mese dopo inoltrò la richiesta di concessione per lo sviluppo e l'esercizio della sua ferrovia al Re Ferdinando II di Borbone. La concessione fu approvata nel giugno dello stesso anno e i lavori iniziarono l'8 agosto del 1838. Poco più di un anno dopo, il 3 ottobre 1839 venne inaugurato il primo tratto Napoli-Portici di 7,5 km.
Nel 1841, la ferrovia raggiunse Torre Annunziata, prima stazione in territorio italiano ad essere costruita su un viadotto ad arcate. Successivamente la linea ferroviaria raggiunse Castellammare e Nocera per poi estendersi fino a Salerno. Le difficoltà tecniche nel realizzare l'opera e i relativi costi sempre più alti, finirono col gravare rischiosamente sui ricavi dall'esercizio della linea, che non raggiunse mai i risultati attesi.
Con la morte di Re Ferdinando II di Borbone, avvenuta nel 1859 e la successiva caduta del Regno delle due Sicilie qualche anno dopo, Armand Bayard decise di vendere la sua società e di tornare a Parigi dopo ben 27 anni di attività.
Il ricavato dalla vendita della società che gestiva la ferrovia alla nascente "Società Italiana per le Strade Ferrate Meridionali" e dalle sapienti economie realizzate durante gli anni di attività, concessero una cospicua rendita per se stesso e soci.
Armand Bayard cercò di reinserirsi nell'ambiente imprenditoriale parigino senza trovare però il credito che aveva lasciato 30 anni prima.
Morì nella sua casa di Rue du Faubourg Saint Honorè a Parigi, il 28 aprile del 1875 all'età di 69 anni. 
È sepolto insieme alla sua famiglia nel cimitero di Montparnasse.